# Tryptyk bodzentyński
Tryptyk bodzentyński – gotycki tryptyk ukończony ok. 1508 przez krakowski warsztat Marcina Czarnego. Ufundowany przez biskupa Jana Konarskiego, znajduje się w kościele parafialnym Wniebowzięcia NMP i św. Stanisława Biskupa w Bodzentynie.

## Opis dzieła
Wymiary ołtarza (szerokość 5,3 m) wskazują na niegdysiejsze ustawienie w prezbiterium. Namalowany został na drewnie temperą tłustą z laserunkami olejnymi.
Składa się z dwóch części: prostokątnej tablicy środkowej ze sceną Zaśnięcia i Wniebowzięcia Matki Boskiej i predelli w kształcie zbliżonym do trapezu z tzw. Wielką Rodziną Marii.

### Skrzydła boczne
Skrzydła boczne są zniszczone i zdekompletowane. Awers prawego skrzydła przedstawia Zwiastowanie i Narodzenie. Awers lewego: Nawiedzenie i Hołd Trzech Króli. Rewersy: legenda o św. Stanisławie: Wskrzeszenie Piotrowicza, Zabójstwo, Rozsiekanie zwłok świętego i Pogrzeb.

### Tablica środkowa
Scena Zaśnięcia ikonograficznie nawiązuje do XV-wiecznych tradycji malarstwa polskiego. Ale Ołtarz Mariacki Stwosza nie musiał być główną inspiracją. Ołtarze z Ptaszkowej i Sienna, obraz z Muzeum Diecezjalnego we Włocławku (dziś Muzeum Narodowym w Warszawie), tryptyk z Naramic to wcześniejszy typ odnośnej kompozycji, tzw. Zaśnięcie z łożem. Ustalił się na gruncie kontaktów polsko-czeskich z pierwszej poł. XV wieku.

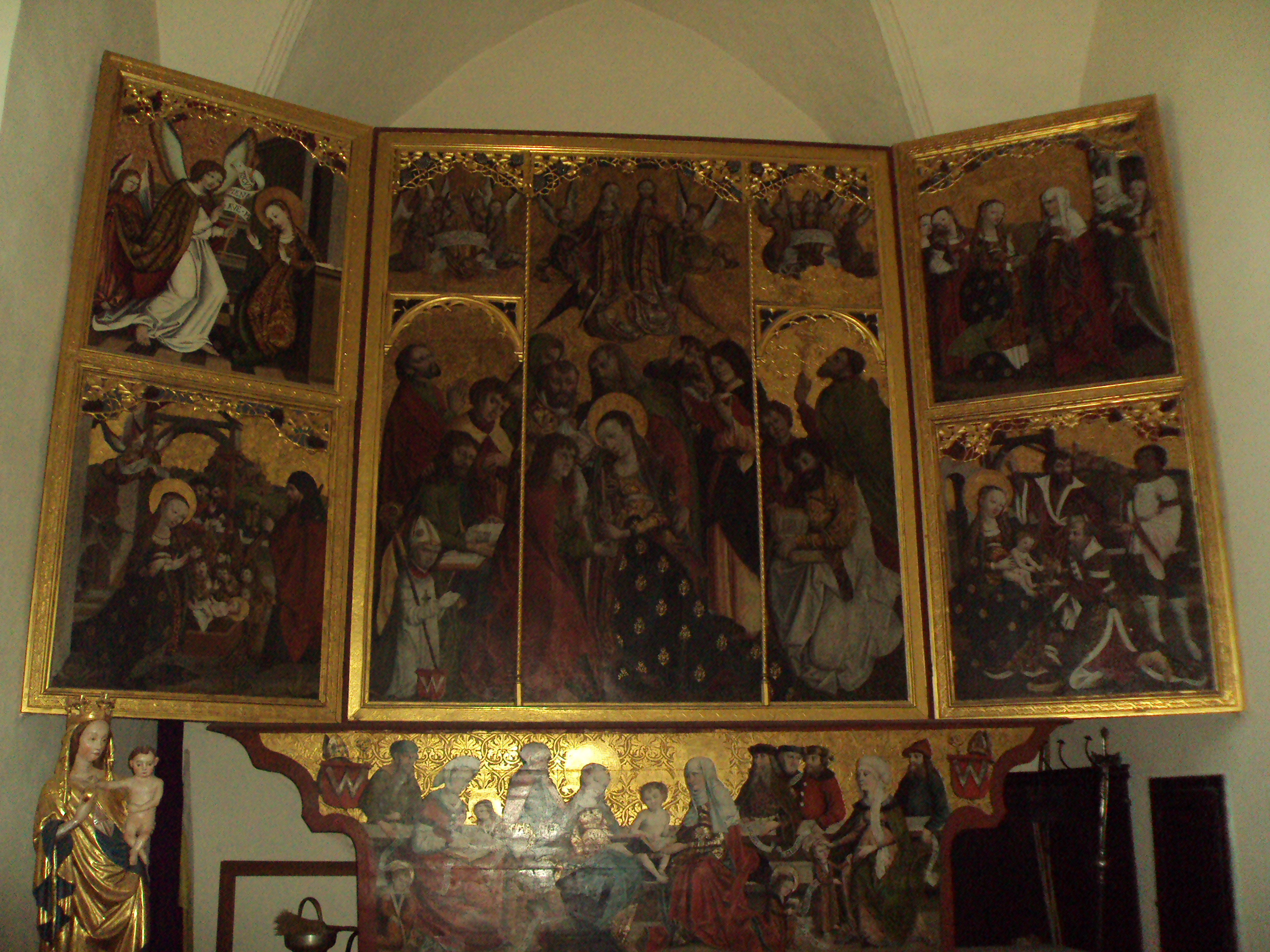
Tryptyk bodzentyński

Środkowa część tryptyku uderza równowagą kompozycji opartej na konstrukcji geometrycznej. Wąskie, drewniane listwy rzeźbione na kształt spiralnych kolumienek to dwa główne akcenty pionowe, wydzielające trzy pola. Każde zwieńczone jest maswerkiem naśladującym sploty winnej latorośli. Na 2/3 wysokości węższych, bocznych pasów podziału poziomego dokonują maswerki rozpięte w kształcie gotyckich sklepień, stąd dwie oddzielne kondygnacje. Skośne postacie wpisane są w symetryczne podziały. Figurą budującą jest wielki trójkąt wyznaczony przez linie diagonalne. Idą one w dół od błogosławiącej ręki Jezusa, przez kontur skrzydeł zawieszonych nad sceną pierwszej kondygnacji aniołów, wzdłuż głów apostołów, ku podstawie. Ten wielki trójkąt przenika w górnej partii mniejszy, odwrócony, którego dwa wierzchołki spoczywają na rogach pasa środkowego, a trzeci jest na osi kompozycji. Następuje więc powiązanie obu segmentów kompozycji.
Szaty śpiewających aniołów mają jasne tony z różowymi cieniami w załamaniach draperii. Białe i wijące się wstęgi zdobi falujący się rytmicznie ornament. Układ aniołów jest symetryczny.
Na środku części górnej znajduje się dwuosobowa grupa Wniebowzięcia w otoczeniu czterech aniołów, których skrzydła i suknie to odpowiednik gamy barwnej zapowiedzianej w przedstawieniu chórów. Scenę tę oglądają tylko dwaj apostołowie z Zaśnięcia – stoją w rogach, na drugim planie, pod maswerkami zamykającymi boczne pasy pionowe. Między obydwoma strefami obrazu, połączonymi kompozycją, pojawia się nowy podział zjawiska psychicznego związany z niezwracania uwagi. na główną scenę.

## Kompozycja ołtarza
Myśl geometryczna daje wrażenie ładu i koncentrycznego zamknięcia form, w niej też zostały pokazane dwa różne emocjonalne motywy. W górnej partii przedstawienie podporządkowane jest pionom. Niżej trójkąt przecina linie wertykalne, a postacie go budujące są swobodne, jakby przypadkowo ustawione. Cała siatka maswerków, będąca w dotychczasowej tradycji cechowej czysto dekoracyjnym dodatkiem obrazów tablicowych, nabiera tu, w dolnej scenie, znaczenia elementu architektonicznego, sugeruje wnętrze, czy loggię.
Hieratycznemu typowi Wniebowzięcia przeciwstawiony zostaje charakter Zaśnięcia o lirycznej narracji. Uwaga artysty skupia się na studium twarzy i rąk, i na wielostronnym określaniu podobnych stanów psychicznych. Złote, liściaste tło traci dawną ornamentalną funkcję. Dawne tradycje przebrzmiewają w ustawieniu postaci na stromej, pulpitowej estradzie pokrytej gęstą, ciemnozieloną trawą.